# World Athletics Relays 2021 - Staffetta 4×400 metri mista
Alle World Athletics Relays, la staffetta 4×400 metri mista si è svolta tra il 1º e il 2 maggio presso lo Stadio della Slesia di Chorzów, in Polonia.

## Risultati

### Batterie
Le batterie si sono svolte il 1º maggio a partire dalle ore 21:20. Si qualificano alla finale le prime due squadre di ogni batteria (Q) e gli ulteriori due migliori tempi (q).

#### Batteria 1
La prima batteria si è corsa alle ore 21:20.
| Posizione | Paese       | Atleti                                                               | Tempo   | Note                                     |
| --------- | ----------- | -------------------------------------------------------------------- | ------- | ---------------------------------------- |
| 1         | Paesi Bassi | Nout Wardenburg Femke Bol Lieke Klaver Tony van Diepen               | 3'18"04 | Q                                        |
| 2         | Spagna      | Julio Arenas Andrea Jiménez Aauri Lorena Bokesa Bernat Erta          | 3'18"98 | Q                                        |
| 3         | Francia     | Amandine Brossier Elise Trynkler Christopher Naliali Thomas Jordier  | 3'20"95 | Miglior prestazione personale stagionale |
| 4         | Turchia     | Kubilay Ençü Büsra Yildirim Elif Polat Sinan Ören                    | 3'20"98 | Miglior prestazione personale stagionale |
| 5         | Rep. Ceca   | Matěj Krsek Barbora Malíková Lada Vondrová Daniel Lehar              | 3'21"05 | Miglior prestazione personale stagionale |
| 6         | Portogallo  | Vera Barbosa Ricardo dos Santos Cátia Azevedo Mauro Pereira          | 3'21"51 | Miglior prestazione personale stagionale |
| -         | Kenya       | Jared Nyambweke Momanyi Joan Cherono Mary Moraa Aron Kipchumba Koech | dq      |                                          |

#### Batteria 2
La prima batteria si è corsa alle ore 21:31.
| Posizione | Paese      | Atleti                                                                              | Tempo   | Note                                     |
| --------- | ---------- | ----------------------------------------------------------------------------------- | ------- | ---------------------------------------- |
| 1         | Italia     | Edoardo Scotti Giancarla Trevisan Alice Mangione Davide Re                          | 3'16"51 | Q                                        |
| 2         | Belgio     | Jonathan Sacoor Cynthia Bolingo Camille Laus Kevin Borlée                           | 3'17"22 | Q                                        |
| 3         | Colombia   | Jhon Alejandro Perlaza Rosa Escobar Jennifer Padilla Gonzalez Anthony José Zambrano | 3'17"61 | Miglior prestazione personale            |
| 4         | Polonia    | Mateusz Rzeźniczak Aleksandra Gaworska Karolina Łozowska Patryk Grzegorzewicz       | 3'17"92 | Miglior prestazione personale stagionale |
| 5         | Giappone   | Kosuke Ikeda Nanako Matsumoto Mayu Kobayashi Aoto Suzuki                            | 3'18"76 | Miglior prestazione personale            |
| 6         | Sudafrica  | Ukona Khuzwayo Dalene Mpiti Taylon Bieldt Ranti Marvin Dikgale                      | 3'19"18 | Miglior prestazione personale            |
| 7         | Slovacchia | Oliver Murcko Iveta Putalová Emma Zapletalová Šimon Bujna                           | 3'19"66 | Miglior prestazione personale            |

#### Batteria 3
La prima batteria si è corsa alle ore 21:42.
| Posizione | Paese           | Atleti                                                                                      | Tempo   | Note                                     |
| --------- | --------------- | ------------------------------------------------------------------------------------------- | ------- | ---------------------------------------- |
| 1         | Brasile         | Anderson Freitas Henriques Tiffani Silva Marinho Geisa Aparecida Coutinho Alison dos Santos | 3'16"53 | Q                                        |
| 2         | Rep. Dominicana | Yancarlos Martínez Anabel Medina Ventura Marileidy Paulino Alexander Ogando                 | 3'16"67 | Q                                        |
| 3         | Irlanda         | Christopher O'Donnell Phil Healy Sharlene Mawdsley Thomas Barr                              | 3'16"84 | q                                        |
| 4         | Gran Bretagna   | Rabah Yousif Laviai Nielsen Emily Diamond Lee Thompson                                      | 3'17"27 | q                                        |
| 5         | Germania        | Henrik Krause Luna Thiel Hannah Mergenthaler Johannes Trefz                                 | 3'19"19 | Miglior prestazione personale stagionale |
| 6         | Bielorussia     | Aliaksandr Vasileuskiy Aliaksandra Khilmanovich Asteria Limai Ihar Zubko                    | 3'19"73 | Miglior prestazione personale            |
| 7         | Botswana        | Zibane Ngozi Oarabile Mokenane Christine Botlogetswe Bayapo Ndori                           | 3'20"97 | Miglior prestazione personale stagionale |

### Finale
La finale si è disputata a partire dalle ore 19:20 del 2 maggio.
| Pos. | Paese           | Atleti                                                                                      | Tempo   | Note |
| ---- | --------------- | ------------------------------------------------------------------------------------------- | ------- | ---- |
| 1    | Italia          | Edoardo Scotti Giancarla Trevisan Alice Mangione Davide Re                                  | 3'16"60 |      |
| 2    | Brasile         | Anderson Freitas Henriques Tiffani Silva Marinho Geisa Aparecida Coutinho Alison dos Santos | 3'17"54 |      |
| 3    | Rep. Dominicana | Lidio Andres Feliz Anabel Medina Ventura Marileidy Paulino Alexander Ogando                 | 3'17"58 |      |
| 4    | Belgio          | Dylan Borlée Cynthia Bolingo Camille Laus Kevin Borlée                                      | 3'17"92 |      |
| 5    | Gran Bretagna   | Lee Thompson Zoey Clark Yasmin Liverpool Rabah Yousif                                       | 3'18"87 |      |
| 6    | Spagna          | Samuel García Andrea Jiménez Aauri Lorena Bokesa Bernat Erta                                | 3'19"65 |      |
| 7    | Irlanda         | Andrew Mellon Phil Healy Sharlene Mawdsley Christopher O'Donnell                            | 3'20"26 |      |
| 8    | Paesi Bassi     | Nout Wardenburg Eveline Saalberg Laura de Witte Terrence Agard                              | 3'21"02 |      |